# Logan Stieber
Logan Jeffery Stieber, soprannominato Logie Bear (Monroeville, 24 gennaio 1991), è un lottatore cubano, specializzato nella lotta libera.

## Biografia
È figlio di Jeff e Tina Stieber. Anche il fratello minore Hunter è lottatore.
Dal 2011 è allenato da Bill Zadick, ex campione iridata a Canton 2006.
Ai mondiali a Budapest 2016 ha vinto la medaglia d'oro nei 61 chilogrammi.

## Palmarès
- Mondiali

Budapest 2016: oro nei 61 kg.
- Campionati panamericani

Salvador 2017: bronzo nei 61 kg.
Lima 2018: oro nei 65 kg.
- Mondiali junior

Bucarest 2011: argento nei 60 kg.